# Бики Гісандо
Бики́ Гіса́ндо (ісп. Toros de Guisando) — вид веррако, комплекс кельтіберських скульптур, розташованих на пагорбі Гісандо (муніципалітет Ель-Тьємбло, провінція Авіла, Іспанія).
Скульптури виконані з граніту близько II століття до н. е. та зображують чотириногих тварин (імовірно, биків чи кнурів). Можливо, мали культове значення.
Біля «биків Гісандо» 18 вересня 1468 року було укладено договір між інфантою Ізабелою та її братом Енріке IV, відповідно до якого вона стала його спадкоємицею. Договір завершив добу феодальних міжусобиць в Іспанії.

## В культурі
Бики Гісандо кілька разів згадуються в «Дон Кіхоті» Сервантеса, а також у поезії Федеріко Гарсія Лорки.